# Wspólnota administracyjna Königstein
Wspólnota administracyjna Königstein – wspólnota administracyjna (niem. Verwaltungsgemeinschaft) w Niemczech, w kraju związkowym Bawaria, w rejencji Górny Palatynat, w regionie Oberpfalz-Nord, w powiecie Amberg-Sulzbach. Siedziba wspólnoty znajduje się w miejscowości Königstein, a przewodniczącym jej jest Hans Koch.
Wspólnota administracyjna zrzesza gminę targową (Markt) oraz gminę wiejską (Gemeinde): 
- Hirschbach, 1 269 mieszkańców, 31,03 km²
- Königstein, gmina targowa, 1 772  mieszkańców, 35,13 km²